# اعمر اوعمران
اعمر اوعمران (عربی: أعمر أوعمران، زاده: ژانویه ۱۹۱۹- درگذشته: ژوئیه ۱۹۹۲) مجاهد و مبارز انقلابی و یکی از ستون‌های انقلاب الجزایر و متولد ناحیه ذراع المیزان است. او بعد از رابح بیطاط، فرماندهی ایالت چهارم را برعهده گرفت و سپس نماینده جبهه آزادیبخش الجزایر در لبنان و ترکیه شد.

## فعالیت در دوران انقلاب
اعمر اوعمران پس از پایان تحصیلات ابتدایی به صفوف ارتش فرانسه پیوست و وارد دانشکده نظامی «شرشال» گردید و آموزشهای نظامی را کسب نمود. اعمر در ۲۸ مه ۱۹۴۵ بدنبال سر پیچی از فرمان کشتار سیف دستگیر و به زندان پایتخت منتقل شد و تحت شکنجه قرار گرفت. وی به اتهام داشتن طرح و برنامه برای اشغال پادگان، به اعدام محکوم شد ولی در سال ۱۹۴۶ با وساطت ژنرال ژرژ کاترو مورد عفو قرار گرفت و آزاد گردید، او به گروه ویژه وابسته به حزب «جنبش پیروزی آزادی‌های دمکراتیک» پیوست و مسئول یکی از دوره‌ها و بعد از آن به عنوان معاون «کریم بلقاسم» مسئول منطقه شد. با توجه به فعالیت‌های سیاسی اش در انتخابات شهرداری در سال ۱۹۴۶ برای بار دوم دستگیر و حکم اعدام برای وی صادر شد ولی توانست از زندان فرار کند و از آن پس تبدیل به یک فعال مخفی شد. با شروع انقلاب وی اولین عملیات در منطقه «ذراع بن خده» را فرماندهی کرد، اعمر سپس بعنوان عضو شورای ملی انقلاب انتخاب گردید. او فرماندهی اولین عملیات در منطقه «ذراع بن خده» را بر عهده داشت و بدنبال دستگیری «رابح بیطاط» به الاخضریه منتقل و مسئولیت ایالت چهارم را برعهده گرفت و با طراحی و اشراف کلی که داشت توانست یکی از مهم‌ترین کمین‌ها به نام «کمین بالیسترو» یا «کمین فرزندان جراح» را در تاریخ ۱۸ می ۱۹۵۶ به فرماندهی شهید «علی خواجه» انجام دهد که منجر به کشته شدن ۲۱ سرباز اشغالگر فرانسوی شد، او همچنین در کنفرانس «صومام» بعنوان نماینده منطقه چهارم شرکت کرد و در آنجا بعنوان فرمانده ایالت با درجه سرهنگی معرفی شد.
اعمر در سال ۱۹۵۹ به تونس رفت و مأمور سازماندهی و طراحی و نظارت بر واردات سلاح به الجزایر شد و در سال ۱۹۶۰ بعنوان نماینده جبهه آزادیبخش در لبنان و ترکیه منصوب گردید.

## درگذشت
اعمر اوعمران سرانجام در ۲۸ ژوئیه ۱۹۹۲ در سن ۷۳ سالگی درگذشت و در پایتخت الجزایر به خاک سپرده شد.